# Útěk do Varennes

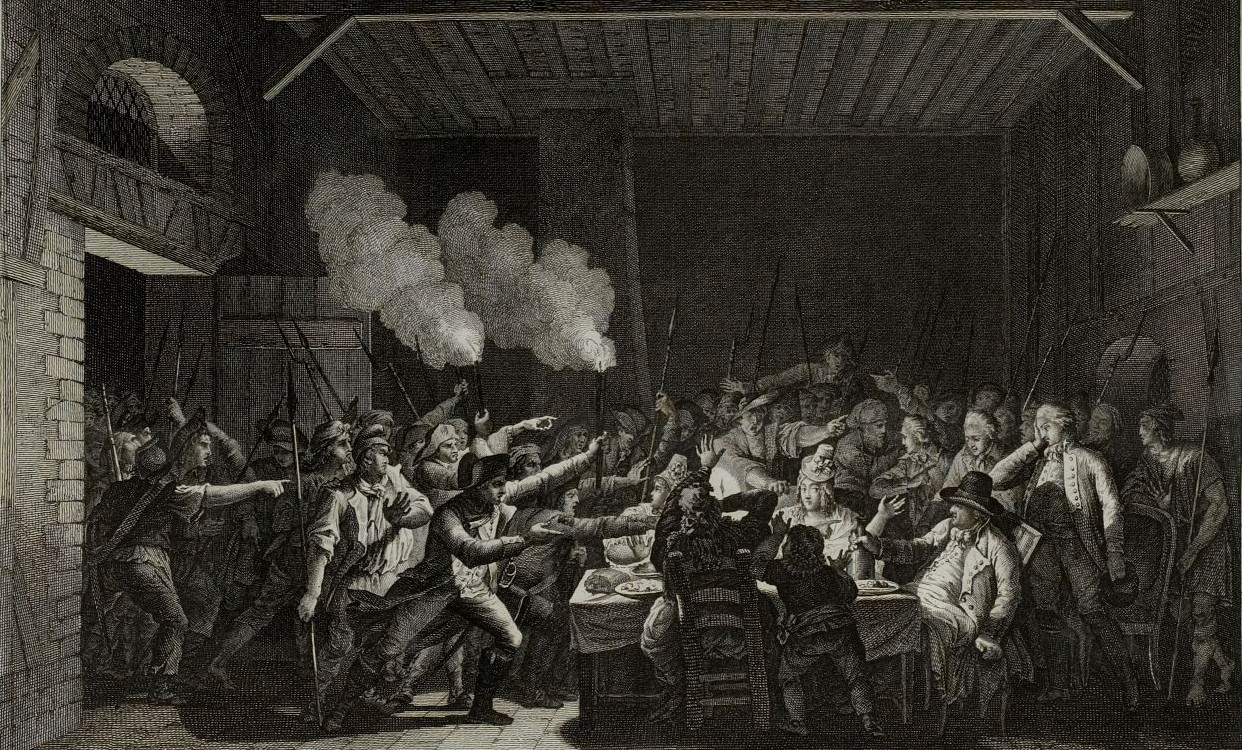
Jean-Louis Prieur: Zatčení Ludvíka XVI. ve Varennes dne 22. června 1791. Rytina, Muzeum francouzské revoluce.

Útěk do Varennes (francouzsky Fuite à Varennes) je ve francouzských dějinách označení pokusu o útěk francouzského krále Ludvíka XVI. a jeho rodiny z revoluční Paříže v noci z 20. na 21. června 1791. Kam se nakonec chtěli dostat a jaké motivy je k útěku vedly, nebyly historiografií dostatečně objasněny.
Útěk skončil předčasně v malém městečku Varennes-en-Argonne poté, co krále Ludvíka poznal tamní poštmistr. Pod ochranou Národní gardy odvedl kapitán Jean-Louis Romeuf královskou rodinu zpět do Paříže, kde byl král nakrátko zbaven svých práv a povinností. Protože tehdejší členové Národního shromáždění neviděli v ústavě z roku 1791 žádnou alternativu k plánovanému zavedení konstituční monarchie, souhlasili s tím, že pokus o útěk budou vydávat za „únos“ a nechali Ludvíka v jeho postavení.
Důvěra většiny poslanců v dobrou vůli krále byla otřesena jeho pokusem o útěk. Událost dala silnou podporu republikánským skupinám ve Francii. Kordeliéři v den útěku prohlásili: „Konečně jsme svobodní a bez krále“. Demonstrace za zrušení monarchie, kterou zorganizovali o necelý měsíc později, skončila masakrem na Martově poli.

## Historie

### Historický kontext
Od dobytí Bastily se opakovaně objevovaly plány na útěk z revoluční Paříže či dokonce z Francie. Dne 16. července 1789 španělský velvyslanec Carlos José Gutiérrez de los Ríos y Rohan-Chabot a králův bratr Charles Philippe navrhli, aby utekl do Met. Po ženském pochodu 6. října 1789, když byl donucen se přesunout ze zámku ve Versailles do Palais des Tuileries, kde byl de facto vězněm, se ho hrabě Mirabeau pokusil přesvědčit, aby uprchl do Normandie. Opuštění Francie by krále vystavilo podezření ze spiknutí se zahraničím. V prosinci 1789 Thomas de Mahy de Favras, poručík osobní stráže prince Louise Stanislase Xaviera, dalšího z králových bratrů, plánoval jeho únos do Met nebo Péronne. Plán byl odhalen a de Favras byl oběšen pro velezradu. Po dlouhou dobu se Ludvík XVI. stavěl proti útěku, ke kterému ho zvláště přemlouvala jeho manželka. Svůj názor změnil, až když 18. dubna členové Národní gardy a pařížští sansculoti zabránili každoroční velikonoční cestě královské rodiny na zámek Saint-Cloud, protože ji podezřívali, že chce uprchnout do Bruselu v rakouském Nizozemsku, kde vládl králův švagr Leopold II. Ve skutečnosti chtěl král nepozorovaně svaté přijímání z rukou kněze odmítajícího ústavu. Královský pár, vědom si své osobní nesvobody, skutečně plánoval útěk do lotrinské pevnosti Montmédy, jejíž velitel François-Claude-Amour de Bouillé mu byl loajální. Vzhledem k tomu, že Mirabeau krátce předtím zemřel, královský pár se musel spolehnout na další rádce, kterými byli Louis Auguste Le Tonnelier de Breteuil a Marc Marie Marquis de Bombelles. Ti již žili delší dobu v zahraničí, a proto neznali vnitřní poměry Francie po útoku na Bastilu. Bouillého zapojení mu vyneslo nelichotivou zmínku v Marseillaise z roku 1792, která je od roku 1879 francouzskou národní hymnou (Mais ces complices de Bouillé... – Ale tito přisluhovači Bouillého...).

### Plán útěku
Útěk zorganizoval milenec královny Marie Antoinetty Hans Axel von Fersen. Pod falešnou záminkou nechal v pravidelných intervalech mezi Paříží a Montmédy zřídit jezdecká stanoviště k výměně koní. Kromě něj a de Bouillého byl do plánu zasvěcen také ministr zahraničí Armand Marc de Montmorin Saint-Hérem. Není jisté, jestli byl součástí spiknutí také generál La Fayette, který byl jako velitel Národní gardy zodpovědný za střežení Tuileries. Mohl nechat krále úmyslně uniknout, aby se sám stal hlavou státu, nebo aby ho znovu zajal a posílil tím svou klesající prestiž.
Po boku krále a královny, kteří se přestrojili za komorníka a služebnou, s nimi cestovaly i jejich děti: dvanáctiletá Marie Thérèse a čtyřletý Ludvík. Madame Elisabeth, králova sestra, se vydávala za jeho chůvu. Skutečná vychovatelka dětí, madame de Tourzel, z jejíchž pamětí jsou známy podrobnosti o útěku, se pod jménem baronka Korff vydávala za velitelku výpravy. Spolu s nimi cestovali i tři strážci. Skutečná baronka Korff odjela pro jistotu stejnou trasou se stejným počtem společníků. Nikdo se jí neptal na pas. Za Châlons měl de Bouillé čekat na uprchlíky s vojáky a bezpečně je doprovodit do Montmédy.

### Králova proklamace
Během odchodu král Ludvík zanechal provolání adresované přímo francouzskému lidu. V něm vysvětlil důvody svého útěku: byl vězněm v Tuileries, ale toleroval to, dokud mohl doufat v obnovení pořádku a blahobytu. Jako důvody svého útěku uvedl zničení svého království, narušení jeho majetku a ohrožení osobní bezpečnosti. Za to všechno jsou zodpovědné revoluční kluby a radikální pařížská žurnalistika. Obvinil Národní shromáždění, že proměnilo monarchii v „marný přelud“ (vain simulacre), „prázdnou fata morgánu“. Ve své ústavní formě se jedná o "metafyzický a filozofický systém vlády nemožný ve svém výkonu" (un gouvernement métaphysique et philosophique impossible dans son exécution). Proto se obrátil na své věrné poddané (ses fidèles sujets), aby konečně prohlédli zlé úmysly revolucionářů, kteří chtějí zničit vlast pod záminkou její obnovy.

### Útěk
Kvůli drobným incidentům byl útěk, původně plánovaný na 12. dubna, přeložen na 15. červen a posléze na pondělí 20. června. Aby nevzbudila podezření, šla královna s dětmi toho večera na procházku do zahrady. Marie Antoinette dala pokyny k malému výletu pro následující den a poté odešla. Kolem 22. hodiny královna probudila děti. Pak se všichni převlékli, dauphin si musel obléct dívčí šaty. Složitou cestou přes apartmá vyšli po malých skupinkách ven východem pro personál, kde na ně s drožkou čekal v kočí uniformě. Nejprve přišla madame de Tourzel s dětmi, poté madame Elisabeth se strážcem. Oznámila, že generál Lafayette a pařížský starosta Jean-Sylvain Bailly dorazili na krátkou večerní audienci. Královna se vrátila do přijímacího pokoje, kde si její nepřítomnosti nikdo nevšiml. Ve 22:45 se královská rodina jako obvykle rozešla. Odjezd se zpozdil téměř o dvě hodiny, než konečně dorazil král a o něco později Marie Antoinetta.
O půl druhé nasedli uprchlíci do najatého kočáru a vyrazili. Bez problémů opustili hranice města přes Rotonde de la Villette a drožku vyměnili za pohodlnější kočár. Kolem druhé hodiny dorazili do Bondy, kde čekal zbytek strážců.
V šest hodin projel kočár přes Meaux, před sedmou pak přes La Ferté-sous-Jouarre. Několikrát došlo k nepředvídaným zastávkám, během kterých farmáři a postilioni poznali královský pár. Další zpoždění následovalo, když spřežení mezi Chaintrix a Châlons dvakrát vypadlo a otěže se zamotaly. Odstranění škod trvalo více než hodinu. Také v Châlons byli cestující rozpoznáni, aniž by se setkali s nepřátelstvím. Mezitím zpoždění uprchlíků dostalo Bouillého vojáky do značné tísně. Přitáhli pozornost obyvatelstva, které si myslelo, že vojáci přišli obnovit feudální práva, která byla v srpnu 1789 zrušena. Následovaly střety, po kterých se Bouillé stáhl.
Královská rodina dorazila na dohodnuté místo setkání s ozbrojenými jednotkami až kolem šesté hodiny odpoledne s tříhodinovým zpožděním. Ale na poště Pont de Somme-Vesle za Châlons bylo již kolem 17:30 staženo čtyřicet husarů z pluku de Louzon pod velením podporučíka Boudeta, kteří je měli očekávat za předpokladu, že se útěk nezdařil.
Přes tuto špatnou zprávu nechal král vyměnit koně a pokračovat. Kolem osmé hodiny večer dojel kočár nerušeně do města Sainte-Menehould. Zde se král dopustil osudné nerozvážnosti. Při rozhovoru svých strážců před poštou vystrčil hlavu z okénka kočáru. Poštmistr Jean-Baptiste Drouet poznal Ludvíka XVI. a odjel jménem městské rady s úředníkem Guillaumem do Varennes, aby vyvolali poplach.
Kolem 23:00 králův kočár dorazil do Varennes. Poštovní kočí zastavili hned u prvního domu a chtěli se vrátit s koňmi, protože je poštmistr druhý den potřeboval. Strážci marně hledali místní poštu. Nakonec byli postilioni ochotni vjet do městečka.
Poštmistr Drouet sem dorazil současně s kočárem a postaral se, aby byl zastaven. Když kočár přijížděl k bráně do Saint-Gengoult, v cestě jim stál tucet ozbrojenců, zatímco se rozezněl poplach. Obchodník Jean-Baptiste Sauce, starosta obce, otevřel dveře kočáru, vyslýchal cestující a požádal o pasy. Protože se zdálo, že je vše v pořádku, Sauce chtěl nechat pasažéry jet dál, ale Drouet ostře nesouhlasil. Proto Sauce nechal cestující vystoupit.

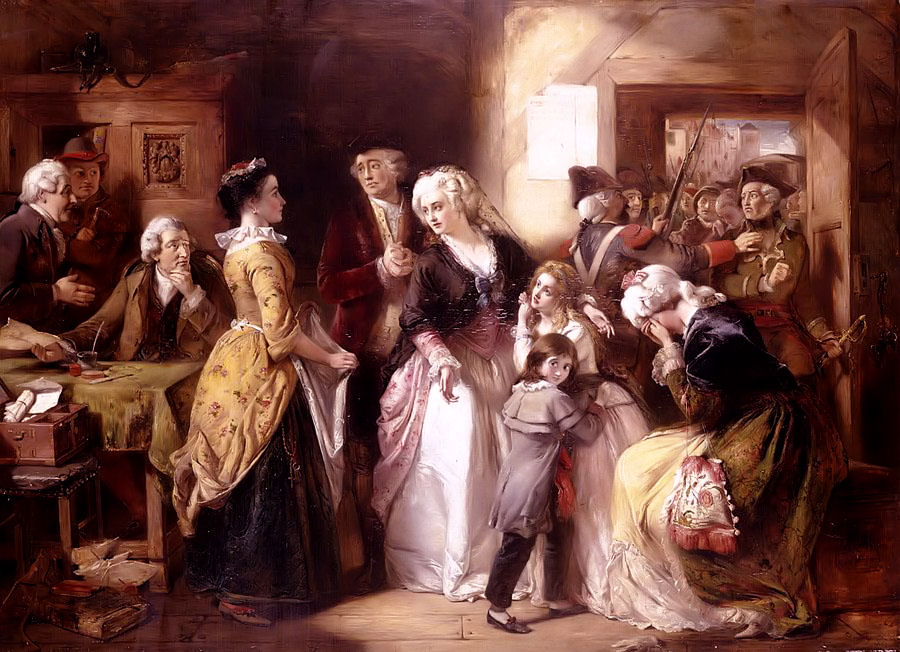
Thomas Falcon Marshall: Zatčení Ludvíka XVI. a jeho rodiny v domě pasového úředníka ve Varennes, červen 1791. Historický obraz z roku 1854.

Královský pár, Madame Elisabeth, Madame de Tourzel, a tři strážci, Moustiers, Malden a Valory, vyšli po schodech přes obchod s potravinami do pokoje. Náhodou tam visel portrét krále, se kterým byl nyní konfrontován, zatímco děti vlezly do postele obchodníkova syna. Ve Varennes byl vyhlášen stav obležení. Ludvík pokračoval v popírání, dokud nebyl přiveden bývalý obyvatel Versailles, aby potvrdil jeho totožnost. Nyní král vzdal svůj odpor a prohlásil, že opustil Paříž, aby svou rodinu přivedl do bezpečí k dobrým Francouzům. Občané se marně snažili krále přesvědčit, aby se dobrovolně vrátil.
Kolem jedné hodiny ráno se u krále objevil mladý vévoda z Choiseul-Stainville, zasvěcený do plánů útěku, a nabídl mu, že vezme jeho čtyřicet husarů, aby zachránili jeho a jeho rodinu, ale to Ludvík odmítl. Později kapitán Deslon, který čekal na krále ve Stenay, dorazil do Varennes se šedesáti husary. Žádal krále o rozkazy, ale král se označil za vězně, který nemůže rozkazovat.
K ránu Romeuf a Bayon, vyslanci Národního shromáždění, přinesli králi dekret o jeho zatčení. V půl osmé vyšel král ze svého pokoje a následován svou rodinou nasedl zpět do kočáru, aby se vrátil do Paříže.

### Návrat do Paříže
Dne 22. června se Ludvík, Marie Antoinetta, madame Elisabeth, děti Francie a madame von Tourzel museli vrátit do Paříže. Stále rostoucí dav doprovázel kočár, urážel krále a královnu a násilně útočil na strážce, kteří seděli na kočáru. V Sainte-Menehould chtěl starosta ubytovat královskou rodinu na zbytek dne a na nadcházející noc. Když byli koně odstrojeni, dav označil starostu za zrádce a donutil jeho hosty pokračovat v cestě. Krátce za Sainte-Menehould se hrabě Dampierre pokusil přistoupit ke králi, ale byl před jeho očima zabit.
Královská rodina strávila první noc v intendantuře v Châlons. Zde byla králi učiněna nabídka na útěk, kterou odmítl, protože se nechtěl rozejít se svou rodinou. V Chouilly krále poplivali a roztrhali šaty královně a madame Elisaberth. Rolníci, ozbrojení kosami, neustále panikařili, protože se báli, že králi věrné jednotky krále osvobodí a pak se jim pomstí. V Épernay, kde kočár na hodinu zastavil, královská rodina večeřela v nepřátelském prostředí, zatímco jim místní žena provizorně sešila šaty.

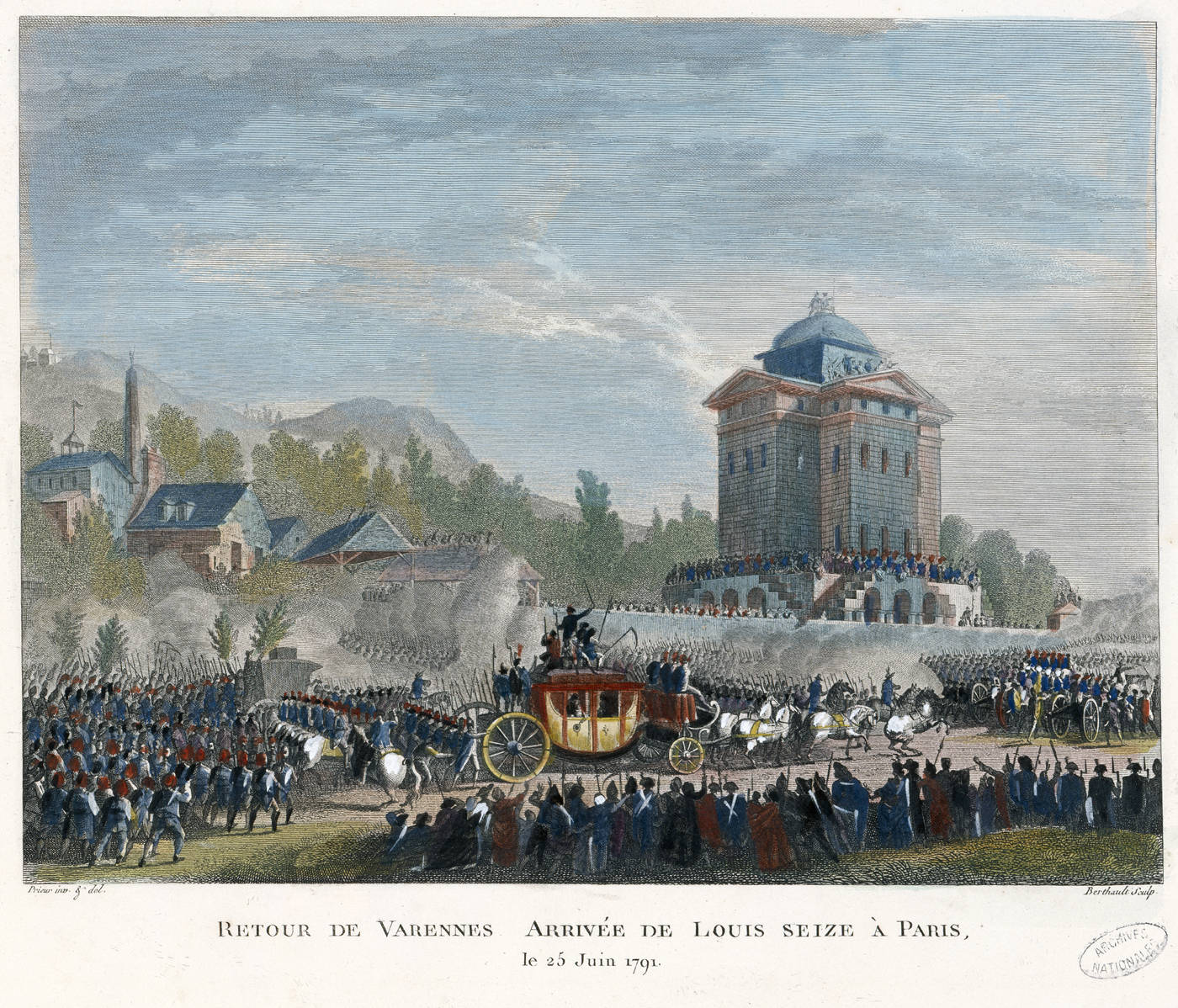
Jean Duplessis-Bertaux: Návrat Ludvíka XVI. do Paříže dne 25. června 1791. Barevná rytina podle kresby Jeana-Louise Prieura.

Ještě předtím, než dojeli do Dormans, se 23. června setkali se třemi komisaři Národního shromáždění: Latour-Maubourg, Antoine Barnave a Jerôme Pétion. Měli zajistit králův návrat. Král je důrazně ujistil, že nikdy neměl v úmyslu opustit Francii. Druhou noc strávili v hostinci v Dormans.
Třetí noc strávili v biskupském paláci v Meaux. V lese u Bondy se rozzuřený dav pokusil přepadnout kočár. Po čtyřech dnech 25. června se cestovatelé dostali do hlavního města, kde je přijal La Fayette a jeho generální štáb. Kočár, doprovázený národní gardou a švýcarskou gardou, se pohyboval rychlostí chůze davem lidí.
V 19:45 dorazili do Tuilerijského paláce. Do zámku byli nahnáni strážci, kteří byli ohrožováni davem. Poté král vystoupil z kočáru a za ním královna, podporovaná vévodou z Aiguillonu a poslancem, zatímco poslanec Menou nesl za ní dauphina v náručí.

### Následky
Útěk královské rodiny byl v Tuileries zjištěn 21. června v 7 hodin ráno. La Fayette, Bailly a předseda Národního shromáždění Alexandre de Beauharnais diskutovali o situaci. Společně se shodli na fikci, že Ludvík byl „unesen nepřáteli revoluce“. Ministr spravedlnosti Marguerite-Louis-François Duport-Dutertre představil Ludvíkovo prohlášení Národnímu shromáždění. Barnave obhajoval přijetí fikce, že Ludvík byl unesen: koneckonců chtěli revoluci ukončit a ne začít novou. Jakékoli oslabení centrální autority by ohrozilo vnitřní pořádek a soukromé vlastnictví. Pro národní jednotu hovořila i složitá zahraničněpolitická situace. Maximilien de Robespierre zásadně nesouhlasil, ale většina poslanců souhlasila s Barnavem. Vše bylo usnadněno tím, že Bouillé, který uprchl z Francie, se v dopise Národnímu shromáždění přihlásil k odpovědnosti za únos. Oslabenému králi nezbylo, než před parlamentem přísahat na ústavu z roku 1791, která omezovala královu vládu na právo veta nad zákony Národního shromáždění.
V Paříži byl králův útěk široce vnímán jako zrada. Zahraniční vojenská intervence byla považována za bezprostřední nebezpečí. Revoluční sekce trvale zasedaly. Na venkově se šířila panika, podobně jako během Grande Peur v létě 1789: lidé se chopili zbraní, aby odrazili očekávaný zásah. Zámky byly vypalovány a šlechtici, kteří ještě neemigrovali, byli v ohrožení. Asignát se propadl o více než 30 %, zvýšil se únik kapitálu do zahraničí. Útěk krále oslabil i armádu, protože mnoho důstojníků uprchlo do zahraničí. Aby byla zachována bezpečnost hranic, muselo být naverbováno více dobrovolníků, což vytvořilo konflikt mezi řadovou pěchotou, tradičně loajální ke králi, a pěchotou nové národní armády.
Hlasy v Paříži volaly po sesazení krále. Jean-Paul Marat například tvrdil 21. června 1791 ve svých novinách L'Ami du peuple, že Ludvík za pár dní povede armádu emigrantů, nespokojenců a rakouských jednotek, aby oblehla Paříž a potrestala všechny vlastence jako rebely. Jediný prostředek, který doporučil, bylo „jmenování vojenského tribuna, nejvyššího diktátora, který by soudil hlavní známé zrádce.“ Podpis petice na toto téma o měsíc později 17. července 1791 vedl k masakru na Martově poli.

### Motivy krále
Dodnes stále nepanuje shoda ohledně králových motivů k útěku. Historik Albert Soboul sleduje soudobý diskurz jakobínů a předpokládá, že král se chtěl s Bouillého armádou spojit s Habsburky, aby se s jejich vojsky vrátil do Paříže, rozpustil Národní shromáždění a kluby a obnovil svou absolutní vládu. Britský historik John Hardman vidí pro tento plán pouze jeden jediný zdroj: Ludvíkův důvěrník Breteuil mu nechal v Montmédy dopis, který navrhoval obnovení ancien régime, po kterém on sám doufal, že se stane královým prvním ministrem. Ludvíkova kladná odpověď, ve které předal Breteuilovi všechny pravomoci, je však se vší pravděpodobností padělek. Hardman se domnívá, že Ludvíkovi šlo spíše o to, uniknout tlaku revolučního pařížského městského obyvatelstva a klubů, aby mohl svobodněji vyjednávat o ústavě. Jeho cílem bylo právo iniciativy, absolutní veto a možná také právo rozpustit parlament, jak tomu bylo v anglické ústavě. Britský historik Ambrogio Caiani také poukazuje na obtížnou pramennou situaci – většina dokumentů týkajících se přípravy útěku byla preventivně zničena. Také nevěří, že Ludík měl v úmyslu uprchnout do zahraničí. Spíše usuzuje, že blízkost Montmédy k nizozemským hranicím a hrozba rakouské vojenské intervence postačí k prosazení nové ústavy. Německý historik Volker Sellin vidí útěk jako Ludíkův pokus o nastolení plebiscitní vlády: ve svém prohlášení se zavázal k ústavnímu státu a znovu potvrdil sliby, které dal 23. června 1789. Ale delegitimizoval Národní shromáždění a místo toho chtěl vytvořit přímý vztah důvěry mezi lidem a panovníkem.

## Zfilmování
V roce 1982 byl útěk královské rodiny natočen ve francouzsko-italské koprodukci s názvem La Nuit De Varennes / Il mondo nuovo (Noc ve Varennes) v režii Ettore Scoly. V roce 2008 vznikl francouzský film L'évasion de Louis XVI (Útěk Ludvíka XVI.), který režíroval Arnaud Sélignac.